# Talp musaranya gros japonès
El talp musaranya gros japonès (Urotrichus talpoides), conegut localment com a himizu (ヒミズ), és una espècie de mamífer de la família dels tàlpids. És endèmic del Japó i és l'única espècie vivent de les tres que formen el gènere Urotrichus.